# Liste der Biografien/Esk
Liste der Biografien |
Portal Biografien |
Personensuche
# |
A |
B |
C |
D |
E |
F |
G |
H |
I |
J |
K |
L |
M |
N |
O |
P |
Q |
R |
S |
T |
U |
V |
W |
X |
Y |
Z |
?
 
Ea |
Eb |
Ec |
Ed |
Ee |
Ef |
Eg |
Eh |
Ei |
Ej |
Ek |
El |
Em |
En |
Eo |
Ep |
Eq |
Er |
Es |
Et |
Eu |
Ev |
Ew |
Ex |
Ey |
Ez
 
Esa |
Esb |
Esc |
Esd |
Ese |
Esf |
Esg |
Esh |
Esi |
Esk |
Esl |
Esm |
Esn |
Eso |
Esp |
Esq |
Esr |
Ess |
Est |
Esu |
Esw |
Esz
Die Liste der Biografien führt alle Personen auf, die in der deutschsprachigen Wikipedia einen Artikel haben. Dieses ist eine Teilliste mit 53 Einträgen von Personen, deren Namen mit den Buchstaben „Esk“ beginnt.

## Esk
- Esk, Erwine (1905–1996), deutsche Malerin und Zeichnerin

### Eska
- Eska, Karl (1905–1985), österreichisch-amerikanischer Schriftsteller und Journalist
- Eskandar (1471–1494), Kaiser von Äthiopien (1478–1494)
- Eskandari-Grünberg, Nargess (* 1965), deutsche Politikerin (Grüne)Nargess Eskandari-Grünberg (* 1965)

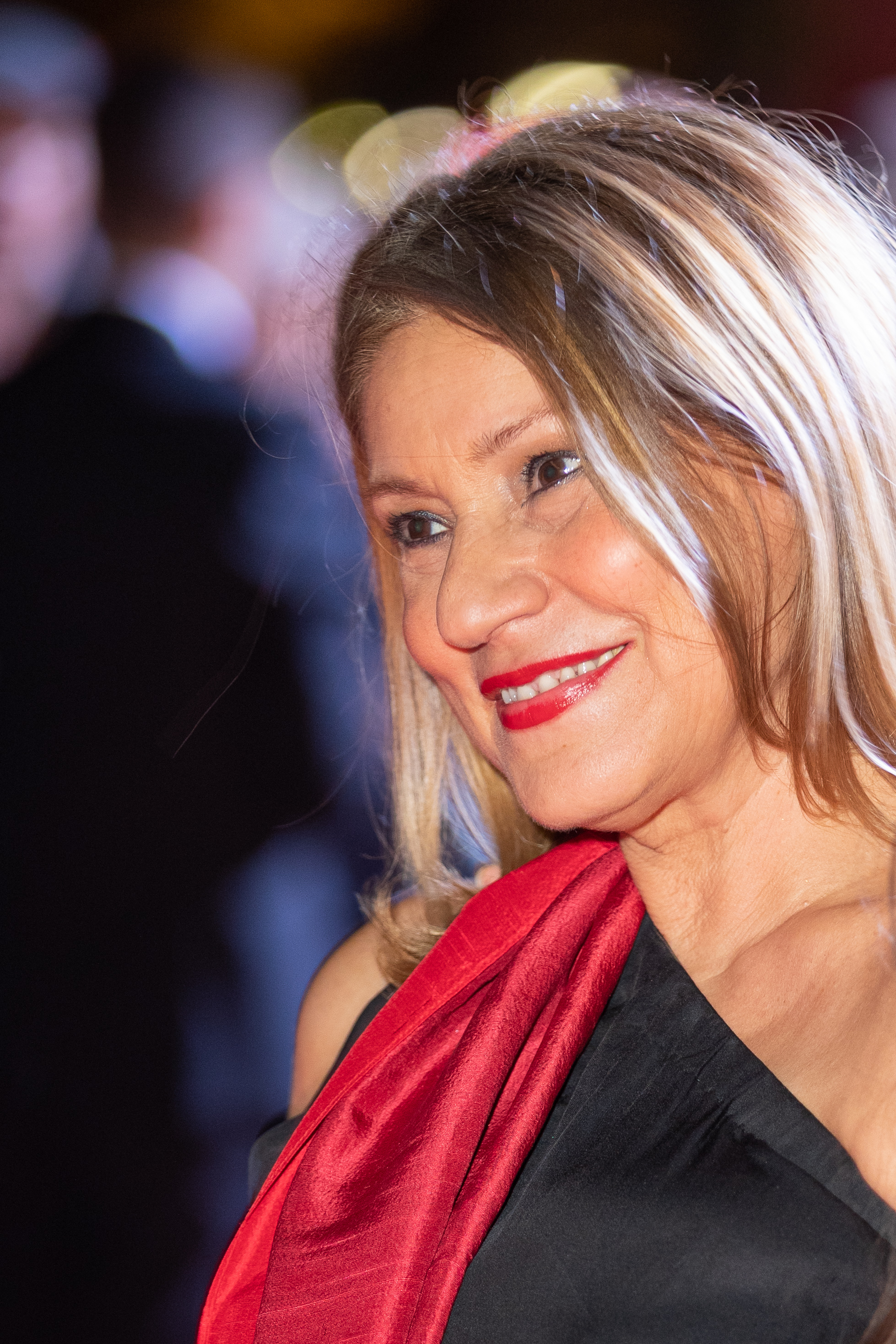
Nargess Eskandari-Grünberg (* 1965)

- Eskandarian, Alecko (* 1982), US-amerikanischer Fußballspieler
- Eskandarian, Andranik (* 1951), iranisch-amerikanischer Fußballspieler
- Eskås, Espen (* 1988), norwegischer Fußballschiedsrichter
- Eskau, Andrea (* 1971), deutsche Sportlerin

### Eske
- Eske, Antje (* 1943), deutsche Künstlerin
- Eske, Fritz (1935–1967), deutscher Kletterer und Bergsteiger
- Eske, Wilhelm (1883–1968), deutscher Politiker der SPD
- Eskei83 (* 1983), deutscher Produzent und DJ
- Eskeland, Liv Kari (* 1965), norwegische Politikerin
- Eskeles, Bernhard von (1753–1839), österreichischer Bankier
- Eskeles, Otto (1886–1960), deutsch-israelischer Bankier
- Eskelin, Ellery (* 1959), US-amerikanischer Tenorsaxophonist
- Eskelinen, August (1898–1987), finnischer Skisportler
- Eskelinen, Kaj (* 1969), schwedischer Fußballspieler
- Eskelinen, Kalevi (* 1945), finnischer Radrennfahrer
- Eskelson, Dana (* 1965), US-amerikanische Schauspielerin
- Esken, Hans-Ulrich (* 1945), deutscher Richter und Sportfunktionär
- Esken, Michael (* 1966), deutscher Politiker (CDU), Bürgermeister in Hemer, NRW
- Esken, Saskia (* 1961), deutsche Politikerin (SPD), MdBSaskia Esken (* 1961)

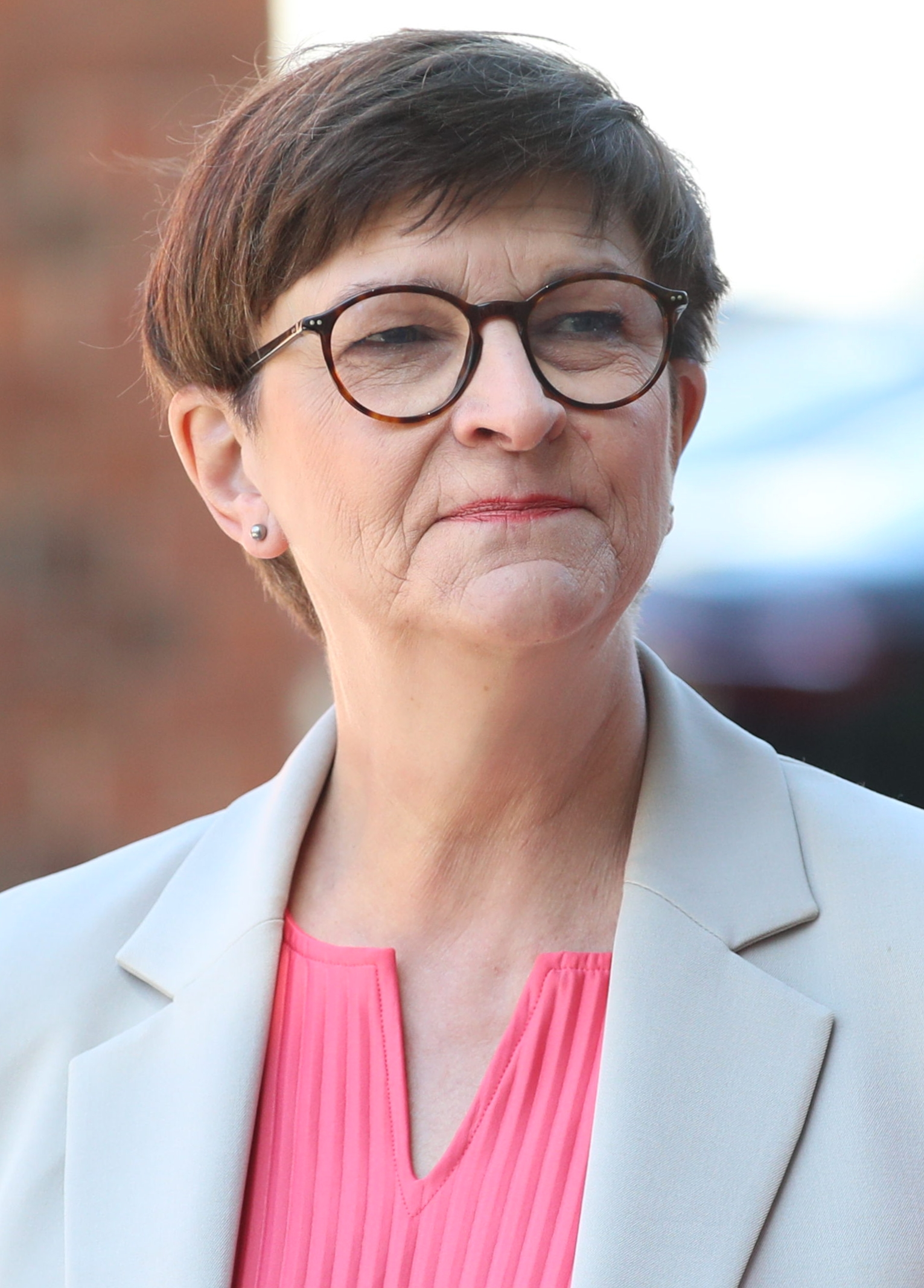
Saskia Esken (* 1961)

- Esken, Triinu (* 1992), estnische Fußballspielerin
- Eskenazy, Roza († 1980), griechische Sängerin
- Eskens, Gustav von (1819–1874), preußischer Offizier und Abteilungsleiter im preußischen Kriegsministerium
- Eskens, Margot (1936–2022), deutsche Schlagersängerin
- Eskesen, Michael (* 1986), dänischer Eishockeyspieler

### Eski
- Eskihellaç, Mustafa (* 1997), türkischer Fußballspieler
- Eskil, englischer Mönch und Missionar
- Eskil Magnusson, schwedischer Hochadliger, Richter (lagman) und Diplomat
- Eskil von Lund († 1181), dänischer Geistlicher und Erzbischof von Lund
- Eskildsen, Joakim (* 1971), dänischer Lichtbildkünstler
- Eskildsen, Ute (* 1947), deutsche Fotografiehistorikerin und Kuratorin, Museum Folkwang
- Eskill († 1428), norwegischer Erzbischof
- Eskilsson, Christofer (* 1989), schwedischer Wasserspringer
- Eskilsson, Hans (* 1966), schwedischer Fußballspieler, -trainer und Pokerspieler
- Eskilsson, Peter (1820–1872), schwedischer Genremaler der Düsseldorfer Schule
- Eskin, Alex (* 1965), US-amerikanischer Mathematiker
- Eskin, Jules (1931–2016), US-amerikanischer Cellist
- Eskinja, Gabriel (* 2003), österreichischer Fußballspieler
- Eskinja, Josip (* 1998), österreichischer Fußballspieler
- Eskitzoglou, Odysseus (1932–2018), griechischer Segler

### Esko
- Eskola, Jalmari (1886–1958), finnischer Langstreckenläufer
- Eskola, Jukka (* 1978), finnischer Jazzmusiker (Trompete, Komposition)
- Eskola, Pentti (1883–1964), finnischer Geologe
- Eskola, Pentti (* 1938), finnischer Leichtathlet

### Eskr
- Eskridge, Charles V. (1833–1900), US-amerikanischer Politiker
- Eskridge, D’Wayne (* 1997), US-amerikanischer American-Football-Spieler
- Eskridge, Kelley (* 1960), amerikanische Autorin, Drehbuchautorin und Schreibtrainerin
- Eskridge, William N. (* 1951), US-amerikanischer Autor und Jurist

### Esku
- Eskuche, Gustav (1865–1917), deutscher Pädagoge, Gymnasialdirektor, Schriftsteller und Volksliedsammler
- Eskuchen, Karl (1885–1955), deutscher Internist, Neurologe und Autor